# Conrad-Observatorium
Das Conrad-Observatorium ist eine unterirdische, geophysikalische Forschungseinrichtung der Bundesanstalt GeoSphere Austria (GSA). Es ist das einzige Observatorium dieser Art und befindet sich auf dem Trafelberg (1146 m ü. A., ⊙) in Muggendorf, in Niederösterreich, ca. 45 km südwestlich von Wien. Benannt ist es nach dem aus Österreich in der Zeit des Nationalsozialismus vertriebenen Seismologen und Klimatologen Victor Conrad (1876–1962), der viele Jahre an der Zentralanstalt für Meteorologie und Geodynamik (ZAMG), der Vorgängerin der heutigen Betreiberin, beschäftigt war.
Grundlegende Aufgabe des Observatoriums ist die Beobachtung relevanter physikalischer Parameter, die für unser Verständnis von Vorgängen auf und unter der Erde von entscheidender Bedeutung sind. Am Conrad-Observatorium werden Erdbebenaktivitäten (Seismologie), Erdschwerevariationen und Massenveränderungen (Gravimetrie), magnetische Feldvariationen, geodätische Parameter, atmosphärische Wellen und meteorologische Daten kontinuierlich überwacht.
Das Conrad-Observatorium beinhaltet zwei Hauptbereiche:
- Das seismisch-gravimetrische Observatorium (SGO) wurde 2002 eröffnet.
- Das geomagnetische Observatorium (GMO) ging im Mai 2014 in Betrieb.

## Geschichte
Ermöglicht wurde die Errichtung neben der finanziellen Unterstützung von Bund und Land Niederösterreich durch ein Legat der Witwe Victor Conrads, Ida F. Conrad (1880–1969). Die Erbschaft bekam die ZAMG von Ida F. Conrad mit der Auflage, dass „aus dem Nachlass ein Bauwerk errichtet wird, das der geophysikalischen oder meteorologischen Forschung dient und den Namen Victor Conrad trägt.“ 1975 erhielt Peter Melichar von der ZAMG den Auftrag zur Errichtung des Observatoriums. 2002 wurde die erste Baustufe, das seismisch-gravimetrische Observatorium (SGO) eröffnet.
Im Jahr 2008 wurde eine Erweiterung des Observatoriums durch das Wissenschaftsministerium und das Land Niederösterreich beschlossen.
Die zweite Baustufe, das Geomagnetisches Observatorium (GMO) wurde am 21. Mai 2014 eröffnet und trat damit die Nachfolge des Cobenzl-Observatoriums an. Vom Mai 2014 bis zum April 2016 wurden die beiden Observatorien parallel betrieben, um den störungsfreien kontinuierlichen Betriebsübergang zu gewährleisten. Der Parallelbetrieb wurde außerdem dazu genutzt, um erstmals die durch eine Großstadt (Wien) hervorgerufenen elektromagnetischen Störungen genau zu bestimmen.
2016 wurde das Observatorium Mitglied des internationalen Intermagnet Messverbunds, bei dem das Erdmagnetfeld untersucht wird.

## Die Aufgaben

### Seismologie
Seismologische Aufzeichnungen geringer Bodenbewegungen, welche z. B. durch ferne Erdbeben ausgelöst werden, erfordern für die Interpretation ein weltweites Messnetz mit ruhigen Standorten sowie empfindlichsten Messgeräten.
Das Observatorium ist Teil sowohl des nationalen als auch internationalen Netzwerks und dient unter anderem derzeit zur
- Beobachtung der weltweiten Seismizität,
- Erfassung von Nuklearwaffentests,
- Kalibrierung von Seismometern,
- Entwicklung und zum Testen neuer Messsysteme,
- zum Vergleich verschiedener Messinstrumente.

Die Station gilt als Hauptstation des seismologischen Netzwerkes des Österreichischen Erdbebendienstes an der GSA. Die weltweite Seismizität kann ab einer Stärke von 4 wahrgenommen werden.

### Gravimetrie
Veränderungen des Schwerefeldes der Erde durch Gezeitenkräfte und geodynamische Prozesse können mit hochgenauen Messgeräten erfasst werden.
Eines dieser Geräte – ein supraleitendes Gravimeter GWR C025, von dem weltweit etwa 30 existieren – wird von der GSA-Abteilung Geophysik gemeinsam mit dem Institut für Meteorologie und Geophysik der Universität Wien betrieben.
Die derzeitigen Messergebnisse werden im Global Geodynamical Project (GGP) genutzt.

### Magnetik
Der 2014 eröffnete geomagnetische Teil des Conrad-Observatoriums dient der Erfassung und der Erforschung des erdmagnetischen Feldes sowie der Entwicklung von Messgeräten.
Zu den Themengebieten gehören die zeitliche Veränderung des Erdmagnetfeldes und deren Auswirkungen, z. B. auf Navigation, Klima. Auch geomagnetische Stürme, ausgelöst durch Sonnenwind und Sonneneruptionen (Protuberanzen) sind von größtem Interesse, da diese Ereignisse die Telekommunikation, Navigationssysteme, Stromversorgungseinrichtungen und Sicherheitssysteme beeinflussen.

### Nuklearwaffenteststopp-Überwachung
Neben diesen Forschungsaufgaben verfügt das Observatorium über eine direkte Verbindung zur CTBTO (Comprehensive Test Ban Treaty Organization), einer Sonderorganisation der Vereinten Nationen.
Am Conrad-Observatorium befinden sich Testeinrichtungen der CTBTO für zwei verschiedene Überwachungsverfahren, Infraschall und Seismologie. Das Observatorium dient weiters als Ausbildungsstätte für Stationsbetreuer im International Monitoring System (IMS).

## Das Bauwerk
Der Standort zeichnet sich durch extrem niedrige Bodenunruhe aus. Dazu trägt auch der Umstand bei, dass sich das Observatorium gänzlich unter Tage befindet, wo Störungen dieser Art nochmals reduziert werden. Die über das Jahr fast konstante Temperatur im Messstollen und den Bohrlöchern des Observatoriums trägt zur hohen Qualität der Messungen bei.
Das Observatorium ist mit einer unterbrechungsfreien Stromversorgung ausgerüstet und über Datenleitungen mit der GSA in Wien verbunden. Mit einem Fernüberwachungssystem können alle Instrumente, Stromversorgung, Temperatur etc. kontrolliert und geregelt werden.
Das SGO des Conrad-Observatorium umfasst unter anderem einen 150 Meter langen Messstollen, der mit mehreren Sockeln ausgerüstet ist, vier Bohrlöcher, von denen drei 100 m tief sind und ein 50 m tiefes Bohrloch, sowie Laborräume.
Ein VSAT-System dient zur Datenübermittlung via Satellit zum International Data Centre (IDC) der CTBTO. Ein 1000 Meter langer Messstollen ist das Herz des GMO, an das mehrere Laborräume und technische Einrichtungen angeschlossen sind.
Um die Erfassung der Messreihen nicht zu stören, ist das Observatorium nicht öffentlich zugänglich.